# كاسيدي هالي
كاسيدي هالي (بالإنجليزية: Cassidy Haley)‏ هو ملحن وعارض وموسيقي ومغن مؤلف أمريكي، ولد في 17 يونيو 1980 في أوكلاند في الولايات المتحدة.

## وصلات خارجية
- كاسيدي هالي على موقع ميوزك برينز (الإنجليزية)